# 원자력 잠수함
원자력 잠수함 또는 핵잠수함(nuclear submarine)은 동력으로 원자로를 사용하는 잠수함이다.
또한 원자력 잠수함은 핵무기의 보유여부와는 상관없이 동력원이 무엇이냐에 따라 갈린다. 일반적으로 동력이 핵으로 가동되는 잠수함을 핵잠수함이라고 한다. 충전할 필요가 없으며, 속도는 보통 37km/h 정도이다. 또한 원자력 잠수함은 그 용도에 따라 핵무기를 탑재하지 않은 SSN(Submarine Nuclear Powered), 핵무기를 탑재한 SSBN(Ballistic Missile Submarine), 순항미사일을 보유한 SSGN(Cruise Missile Submarine)으로 구분하기도 한다. 세계 최초의 핵잠수함은 1954년 진수된 미국의 노틸러스함이며, 2010년 기준으로 원자력 잠수함을 보유하고 운용 중인 국가는 미합중국, 러시아, 영국, 프랑스, 중국, 인도 등 6개국이다.
그리고 브라질은 프랑스로부터 바라쿠다급 1척을 받아왔으며 파키스탄은 인도의 SSBN 견제를 위해 2017년부터 SSBN 개발사업을 추진했으며 2020년에 1번함이 건조되어 2028년 진수될 예정이다.